# El Siglo Ilustrado
El Siglo Ilustrado fue un periódico editado en la ciudad española de Madrid fundado en 1867 y publicado a caballo entre las postrimerías del reinado de Isabel II y los inicios del Sexenio Democrático.

## Historia
Editado en Madrid entre 1867 y 1870, su imprenta era la de R. Labajos. Su periodicidad era semanal, con números de ocho páginas que incluían grabados. Su primer número aparecería el 19 de mayo de 1867. El 29 de noviembre de 1868, cesaría su director literario, Juan Álvarez Guerra. En el tercer año de publicación pasó a titularse El Nuevo Siglo Ilustrado. Habrían sido directores de la publicación Manuel Rivera Delgado y Fernando Costa. Eugenio Hartzenbusch nombra a también a Ernesto García Ladevese como director, mientras que Manuel Ossorio menciona simplemente que Ladevese «escribió» para el periódico.